# Petra Veenstra
Petra Veenstra (1984) is een Nederlandse schaakster. In 2002 eindigde Veenstra in het door Zhaoqin Peng gewonnen toernooi om het dameskampioenschap van Nederland in Leeuwarden als vijfde, voor Iwona Bos-Swiecik. Veenstra deed ook mee met het "Schachfestival Biel" meestertoernooi.